# Zakaria El Hachimi
Zakaria El Hachimi, né le 4 août 1987, est un footballeur international marocain évoluant au poste d'arrière latéral droit au JS Soualem.

## Biographie
Zakaria El Hachimi naît le 4 août 1987 à Mohammédia, au Maroc.

## Carrière[1]
- - 2012  Union de Mohammédia Wydad de Casablanca
- 2012-2017 :  Raja CA[2]
- depuis 2017 :  Wydad de Casablanca

## Sélections en équipe nationale
| Caps | Date       | Match          | Lieu            | Score | Compétition |
| 1    | 28/05/2014 | Angola - Maroc | Faro (Portugal) | 2 - 0 | Amical      |
| 2    | 06/06/2014 | Russie – Maroc | Moscou          | 2 - 0 | Amical      |
| 3    | 03/09/2014 | Maroc – Qatar  | Casablanca      | 0 - 0 | Amical      |
| 4    | 07/09/2014 | Maroc – Libye  | Marrakech       | 3 - 0 | Amical      |
| ---- | ---------- | -------------- | --------------- | ----- | ----------- |

## Palmarès
Raja Club Athletic
- Championnat du Maroc
  - Champion en 2013
  - Vice-champion en 2014
- Coupe du Trône
  - Champion en 2012
  - Finaliste en 2013
- Coupe du monde des clubs
  - Finaliste en 2013

 Wydad de Casablanca
- Ligue des champions de la CAF
  - Vainqueur de la Ligue des champions de la CAF 2017